# Howchin Lake
Howchin Lake är en sjö i Antarktis. Den ligger i Östantarktis. Nya Zeeland gör anspråk på området. Howchin Lake ligger 292 meter över havet.